# Куэто, Лола
Лола Куэто (исп. Lola Cueto, настоящее имя María Dolores Velázquez Rivas; 1897—1978) — мексиканская художница, гравёр, дизайнер, кукольник и педагог.
Наиболее известна своей работой в детском театре, где создавала декорации куклы для представлений. Также творчество художницы было связано с мексиканскими ремёслами и народным искусством — она создавала papel picado и мексиканские традиционные игрушки ручной работы.

## Биография
Родилась 2 марта 1897 года в муниципалитете Azcapotzalco города Мехико в семье Мануэля Сехудо (Manuel Mateos Cejudo) и Аны Марии Ривас (Ana María Rivas de Ricard). Позже она вяла себе фамилию Веласкес — по имени третьего мужа матери Хуана Веласкеса (Juan Velázquez).
Когда девочке было двенадцать лет, она поступила в Академию Сан-Карлос, когда ей было всего двенадцать лет, будучи одной из первых учениц-девушек, нарушая установившиеся нормы в образовании того времени. как одна из её первых учениц, нарушая социальные нормы для женщин в то время. как одна из её первых учениц, нарушая социальные нормы для женщин в то время. Она входила в группу студентов, в которой учились Давид Сикейрос и Андрес Аудиффред (Andres C. Audiffred), которые восстали против традиционных методов обучения в академии. Считается, что Куэто была первой ученицей, которая была допущена на уроки обнаженной натуры. Её учёба была прервана Мексиканской революцией; позже она продолжила обучение в школе Escuela Nacional de Bellas Artes, а затем в школе Escuela de Pintura al Aire Libre в Santa Anita, также известной как Escuela de Barbizón (была создана и руководилась Альфредо Рамосом Мартинесом).
По окончании обучения начала свою преподавательскую карьеру учителем рисования в вечерней школе для рабочих. 24 сентября 1919 года она вышла замуж за авангардистского скульптора Хермана Куэто, и в 1924 году они поселились в частном доме, став соседями Диего Риверы и Гуадалупе Марин. Вместе с мужем были вхожи в художественные и интеллектуальные круги, в основном так называемых эстридентистов из Мехико, среди которых были Рамон Альва де ла Канал, Фермин Ревуелтас, Герман Лист Арзубиде, Мануэль Мейплс Арсе и Аркель Вела. У них 5 мая 1920 года родилась дочь Ана Мария Куэто Веласкес (Ana María Cueto Velázquez), а 3 февраля 1922 года — вторая дочь Мирейя Куэто.
В 1927—1932 годах супруги жили в Европе. Сначала они прибыли в испанскую провинцию Сантандер, затем поселились в Париже. Дружба с художником Марией Бланшар позволила им обоим художественно развиваться, именно она познакомила Хермана и Лолу с Ангелиной Беловой. Здесь Лола Куэто впервые познакомились с созданием и оформлением кукол ручной работы. Также она участвовала в выставках гобеленов в Испании, Франции и Голландии. В 1931 году Лола и Херман встречаются с Германом Арзубиде и вместе с ним они создают кукольную программу. В 1932 году, после смерти Марии Бланшар, супруги Куэто Веласкес решают вернуться в Мексику. Прибыв на родину 29 июля 1923 года, Лола стала работать учительницей художественно-ремесленной мастерской для женщин в Департаменте технического образования Министерства народного образования.
В составе Лиги революционных писателей и художников вместе с Ангелиной Беловой, Теодоро Мендесом (Teodoro Méndez), Энрике Асаадом (Enrique Asaad), Грасиелой Амадор (Graciela Amador), Леопольдо Мендесом, Роберто Лаго (Roberto Lago) и Абелем Пленном (Abel Plenn), они создали первый кукольный театр в Мексике; в 1933 году у них появились первые кукольные персонажи — Comino, El gigante Melchor и El Renacuajo paseador. В 1934 году Лола Куэто стала театральным аниматором в Teatro Escolar на кафедре изящных искусств.
В 1936 году появляется компания Nahual, возглавляемая Лолой Куэто, Франсиской Чавес (Francisca Chávez), Роберто Лаго (Roberto Lago) и Гильермо Лопесом (Guillermo López), которая до 1966 года поставила бесчисленное количество спектаклей кукольного театра вместе с группой Colorín. В этом же году Куэто была назначена учителем по созданию гобеленов в школе Colegio de La Paz Vizcaínas. Между 1939 и 1942 годами она изучала гравюру и литографию в Национальной школе пластических искусств (Escuela Nacional de Artes Plásticas). 19 июля 1940 года Лола развелась с мужем и в этом же году вступила в орден Orden Rosacruz-AMORC, в котором состояла до конца жизни.
В 1944 году Лола Куэто вместе с Роберто Лаго провели мастер-класс и преподавали в Сент-Луисе, штат Миссури, по приглашению Asociación Puppeters of America. C 1950 по 1961 год она преподавала гравирование в колледже Mexico City Collage (ныне Университет Америки). В числе её учеников были Арнольд Белкин и Хосе Луис Куэвас.
Умерла 24 января 1978 года в собственном доме в Мехико в результате метаболического ацидоза и сахарного диабета. Была похоронена в историческом комплексе Эль-Кармен (ныне музей) города Сан-Анхель.

## Творчество
Лола Куэто была одной из немногих художниц в Мексике, вместе с Марией Искьердо, Ольгой Костой и Хелен Эскобедо — в то время, когда на поле доминировали мужчины.
Куэто широко известна своей работой в детском кукольном театре, где она создавала куклы и театральные декорации. Она считается мастером и новатором в создании марионеток для детского театра.
За свою карьеру она создала скульптуры, рисунки, акварели, картины маслом и гуашью, гобелены, гравюры, акватинты. Её ранние картины — в основном импрессионистские пейзажи. Более поздние работы сосредоточены на мексиканских ремеслах и народном искусстве как на картинах, так и в произведениях ручной работы. Её известные творения включают гобелены и работы по другим тканям. Некоторые из них были вдохновлены витражами готических соборов в Шартре и Бурже, вследствие чего художница создала несколько гобеленов на религиозные темы.
При жизни у неё было не так много выставок её работ, что было отмечено критиками. Вскоре после её смерти была организована выставка её работ в Салоне мексиканской пластики. Тридцать лет спустя, в 2009 году, была проведена большая ретроспектива её работ, организованная Национальным институтом изобразительных искусств и литературы.